# چانتالورگیرگین
چانتالورگیرگین (روسی: Чантальвэргыргын) یک رودخانه در ناحیه خودگردان چوکوتکای کشور روسیه است.